# مارك بيزوس
مارك بيزوس (بالإنجليزية: Mark Bezos)‏ هو رائد فضاء أمريكي ومدير إعلانات سابق. وهو الأخ الأصغر لمؤسس أمازون جيف بيزوس.

## الحياة العملية
نشأ بيزوس في كل من ألباكركي، وهيوستن، وبينساكولا، وأنهى دراسته الثانوية في النرويج. بعد تخرجه من جامعة تكساس المسيحية في 1992، بدأ يعمل في مجال الإعلانات. وهو مدير لمؤسسة عائلة بيزوس ويملك حصة في شركة أمازون تقدر بقيمة 640 مليون دولار في عام 2018. أسس شركة أسهم خاصة في 2019.
بيزوس متزوج وله أربع أبناء، ويعيش في سكيرديل حيث يعمل هناك كرجل إطفاء متطوع.

## الرحلات الفضائية
في 20 يوليو 2021 طار مارك بيزوس إلى حافة الفضاء برفقة شقيقة جيف، ووالي فانك، وأوليفر دايمان على متن رحلة بلو أوريجين NS-16. استمرت رحلة الفضاء دون المدارية أكثر من 10 دقائق، ووصلت إلى ارتفاع 107 كم.